# Balerio Estacio
 Sindulfo Balerio Estacio Valencia (Iscuande, Eloy Alfaro, Esmeraldas, Ecuador, 13 de septiembre de 1967) es un líder barrial y político ecuatoriano. Fue candidato a la alcaldía de Guayaquil en las elecciones municipales de 2014 por parte del Partido Socialista-Frente Amplio.
Se desempeñó políticamente desde 1996 en las filas del Partido Social Cristiano como consejero provincial alterno del Guayas en el período 1996-1998. Luego fue postulado como diputado alterno y fue elegido para el período 1998-2002. Nuevamente fue elegido como consejero provincial alterno en Guayas para el período 2004-2006.
Posteriormente se desafilió del Partido Social Cristiano, y en el 2006 apoyó a Rafael Correa, pasando a formar parte del movimiento Alianza PAIS. Trabajó con el oficialismo y luego se inscribió como candidato por este partido a la Asamblea Constituyente de Ecuador de 2007 y 2008, quedando electo. Al término de la redacción de la Constitución de 2008 fue elegido para conformar la Comisión de Legislación y Fiscalización del período transitorio.
En el 2009 fue candidato por Alianza PAIS para una curul en la Asamblea Nacional, pero debido a cuestiones judiciales no llegó a ser electo, dejando paso a Viviana Bonilla su lugar.
Según sus afirmaciones, varios sectores populares propusieron su candidatura a la alcaldía de Guayaquil para las elecciones del 2014, sin embargo, la candidata oficialista era Viviana Bonilla, por lo cual se inscribío como candidato por parte del Partido Socialista-Frente Amplio.